# Elecciones generales de Zambia de 2001
Las elecciones generales de Zambia de 2001 se realizaron el 27 de diciembre del mismo año. Se renovó la Asamblea Nacional y el cargo de Presidente de la República. Fueron las terceras elecciones pluripartidistas desde el advenimiento de la democratización del país. 
El resultado fue una victoria rotunda para el partido oficialista, el Movimiento por una Democracia Multipartidaria, que ganó 69 de los 150 escaños de la Asamblea Nacional y cuyo candidato, Levy Mwanawasa, ganó las elecciones presidenciales, aunque con un margen leve de ventaja. El sistema electoral zambiano permite el triunfo con mayoría relativa sin necesidad de un balotaje o segunda ronda electoral.

## Proceso electoral

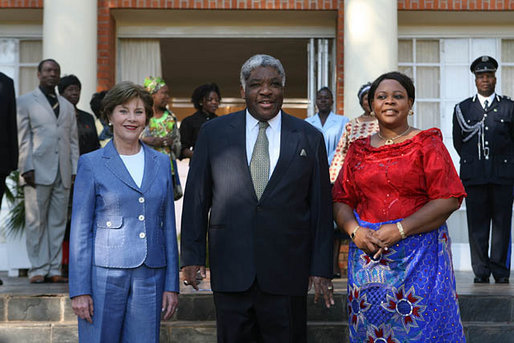
Presidente Levy Mwanawasa recibe a Laura Bush en visita oficial a Zambia.

Los resultados de las elecciones fueron disputadas por los principales partidos de la oposición, incluido el Partido Unido para el Desarrollo Nacional, el cual, para muchos observadores internacionales habría ganado las elecciones con Anderson Mazoka como candidato a la presidencia.
Tanto los observadores nacionales como internacionales han citado irregularidades graves en la campaña y las elecciones, incluyendo el voto asistido, viciado el registro de votantes, la cobertura de los medios de comunicación es desigual y parcial,  y finalmente el uso inadecuado de los recursos estatales de parte del MDD.
La jornada de las elecciones se manejó muy mal. Una cuarta parte de las estaciones de colección de votos abrió tarde y otros pocos se quedaron sin suministros de papeletas. Colas de sufragantes de hasta 16 horas de espera, lo que reflejó la lentitud del sistema y la alta participación de los ciudadanos de Zambia.
En enero de 2002, tres candidatos de la oposición solicitaron a la Corte Suprema que revocara la victoria de Mwanawasa. El tribunal acordó que la elección estaba defectuosa, pero resolvieron en febrero de 2005 que las irregularidades no afectaron a los resultados y se negó la petición.

### Elección presidencial
|  | 28,69 % |

|  | 26,76 % |

|  | 12,96 % |

|  | 9,96 % |

|  | 7,96 % |

|  | 4,84 % |

|  | 3,35 % |

|  | 2,20 % |

|  | 0,58 % |

|  | 0,56 % |

|  | 0,54 % |

|  | 98,4 % |

|  | 1,6 % |

|  | 100,0 % |

|  | 67,8 % |

### Elección Legislativa
|  | 28,02 % |

|  | 23,77 % |

|  | 15,58 % |

|  | 10,59 % |

|  | 7,55 % |

|  | 5,54 % |

|  | 2,82 % |

|  | 2,03 % |

|  | 0,23 % |

|  | 0,18 % |

|  | 0,16 % |

|  | 0,07 % |

|  | 0,05 % |

|  | 0,01 % |

|  | 0,01 % |

|  | 0,01 % |

|  | 0,00 % |

|  | 3,39 % |

|  | 98.05 % |

|  | 1.95 % |

|  | 100.00 % |

|  | 67.24 % |